# 在日トルコ人
在日トルコ人（ざいにちトルコじん、トルコ語: Japonya Türkleri）は、日本に一定期間在住するトルコ国籍の人である。日本に帰化や亡命した人（主にタタール人）、およびその子孫のことをトルコ系日本人と言う。

## 統計
日本の法務省の在留外国人統計によると、2023年12月末時点で在日トルコ人は6,464人である。
在留資格別（7位まで）
| 順位 | 在留資格                 | 人数  |
| ---- | ------------------------ | ----- |
| 1    | 日本人の配偶者等         | 1,242 |
| 2    | 永住者                   | 1,223 |
| 3    | 特定活動                 | 1,170 |
| 4    | 家族滞在                 | 535   |
| 5    | 定住者                   | 462   |
| 6    | 留学                     | 428   |
| 7    | 技術・人文知識・国際業務 | 394   |

都道府県別（5位まで）
| 順位 | 都道府県 | 人数  |
| ---- | -------- | ----- |
| 1    | 埼玉     | 1,786 |
| 2    | 愛知     | 1,644 |
| 3    | 東京     | 1,069 |
| 4    | 神奈川   | 327   |
| 5    | 大阪     | 261   |

## 沿革
20世紀初頭に、タタール人のグループがロシアのカザンから日本まで移住したことが始まりとされている。近年は、トルコ人やトルコ国籍を持つクルド人が増加しており、亡命タタール人とその子孫とあわせて、在日トルコ人社会を形成する。1990年代後半以降、来日するトルコ人は増加しはじめ、大都市部ではケバブスタンドが誕生し、各地でトルコ人を見かけるようになった。トルコ人は日本へはビザ無しで90日間まで滞在できるために、短期滞在の人も多い。
在日トルコ人の中には、クルド系のトルコ国籍者も含まれている
2015年、東京のトルコ大使館前で在日クルド人とトルコ人の間に衝突が発生した。トルコ人側は、クルド人が親クルド政党の旗を掲げたことが発端だったと主張している。一方、クルド人側は、在日クルド人の投票行動を妨害する意図があったと指摘し、与党・公正発展党（AKP）支持者による襲撃を受けたと述べている。

## タタール人難民

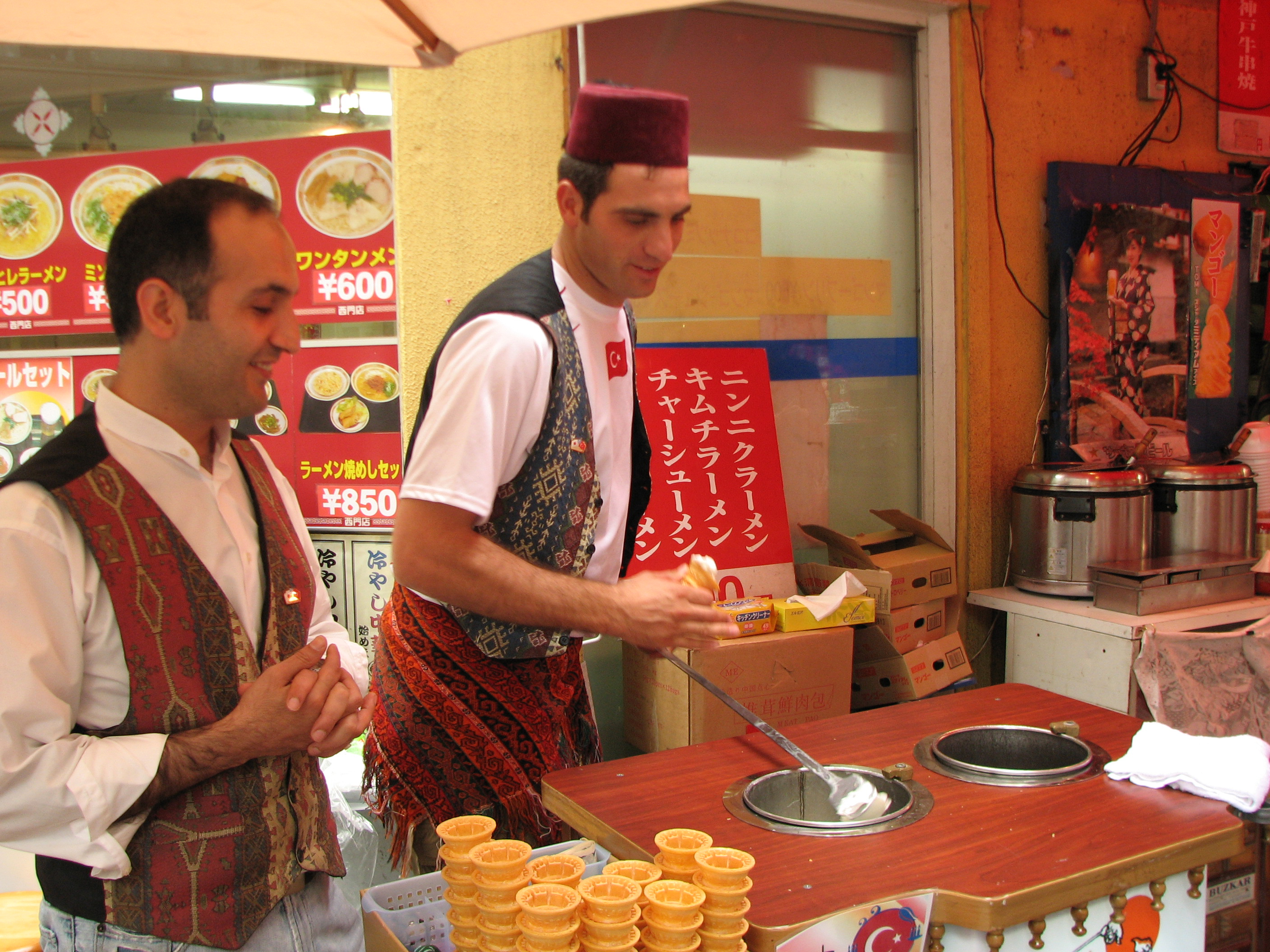
ドンドゥルマを売るトルコ人

20世紀初頭、ロシア革命を契機におよそ600人のタタール人がロシアのカザンから日本へ移住したタタール人はトルコ国籍を与えられ、トルコに移住したり日本にそのまま残った人もいる。1938年に東京回教学院（現・東京ジャーミイ）が在日タタール人によって設立される等、日本のタタール人はその後のトルコ人コミュニティの礎ともなっている。

## ギャラリー

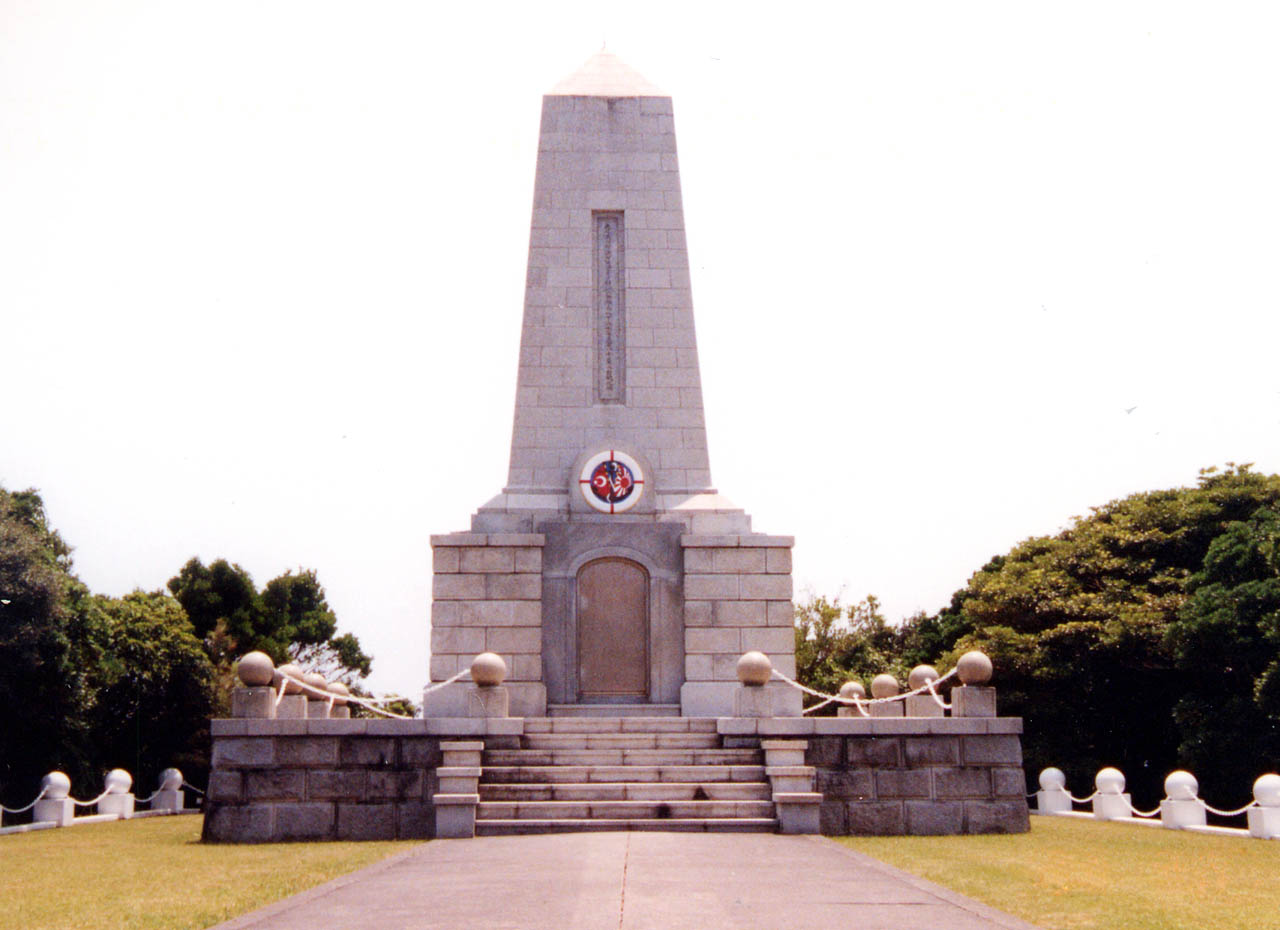
和歌山県串本町にあるエルトゥールル号遭難事件の慰霊碑
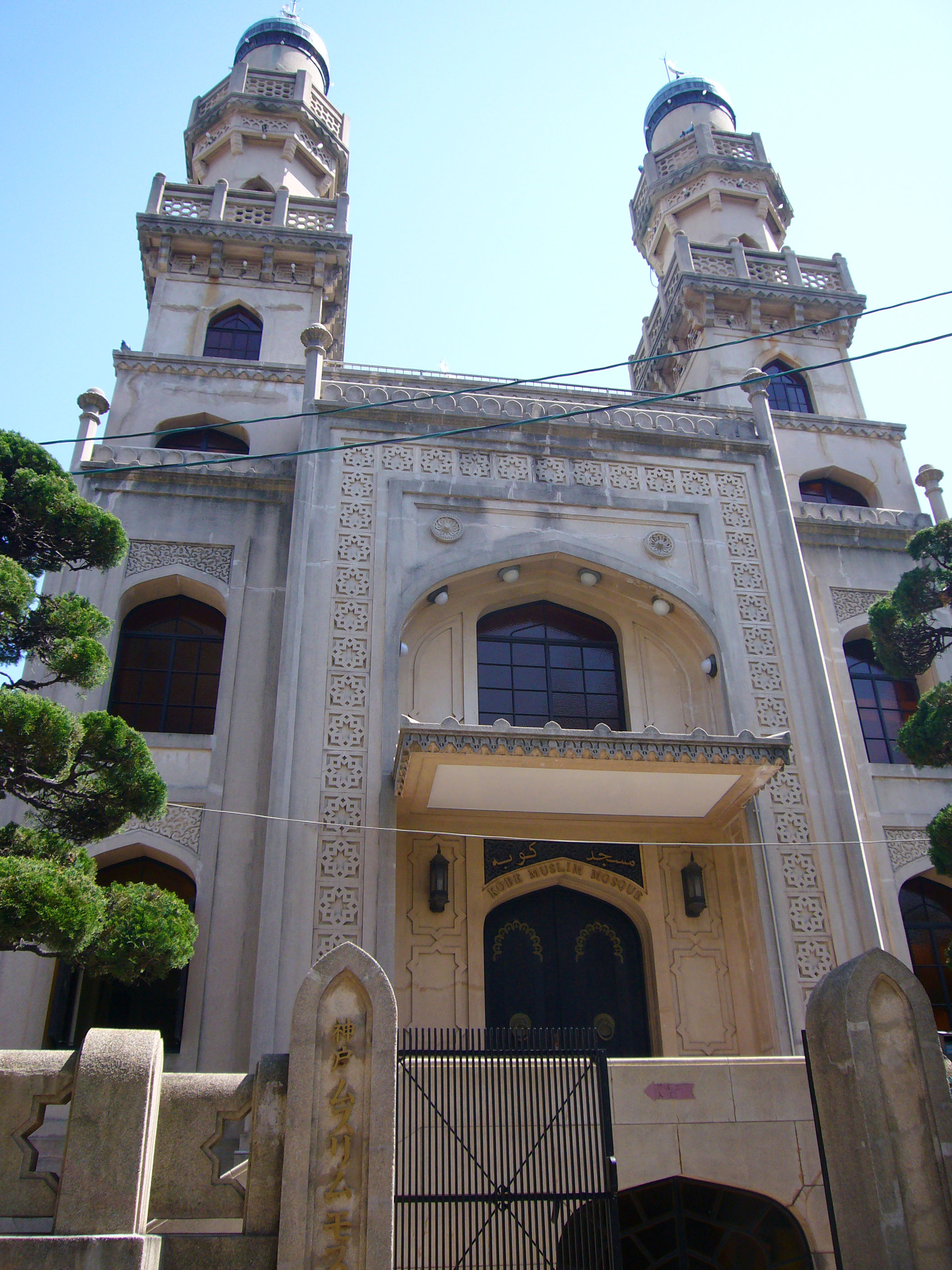
神戸モスク
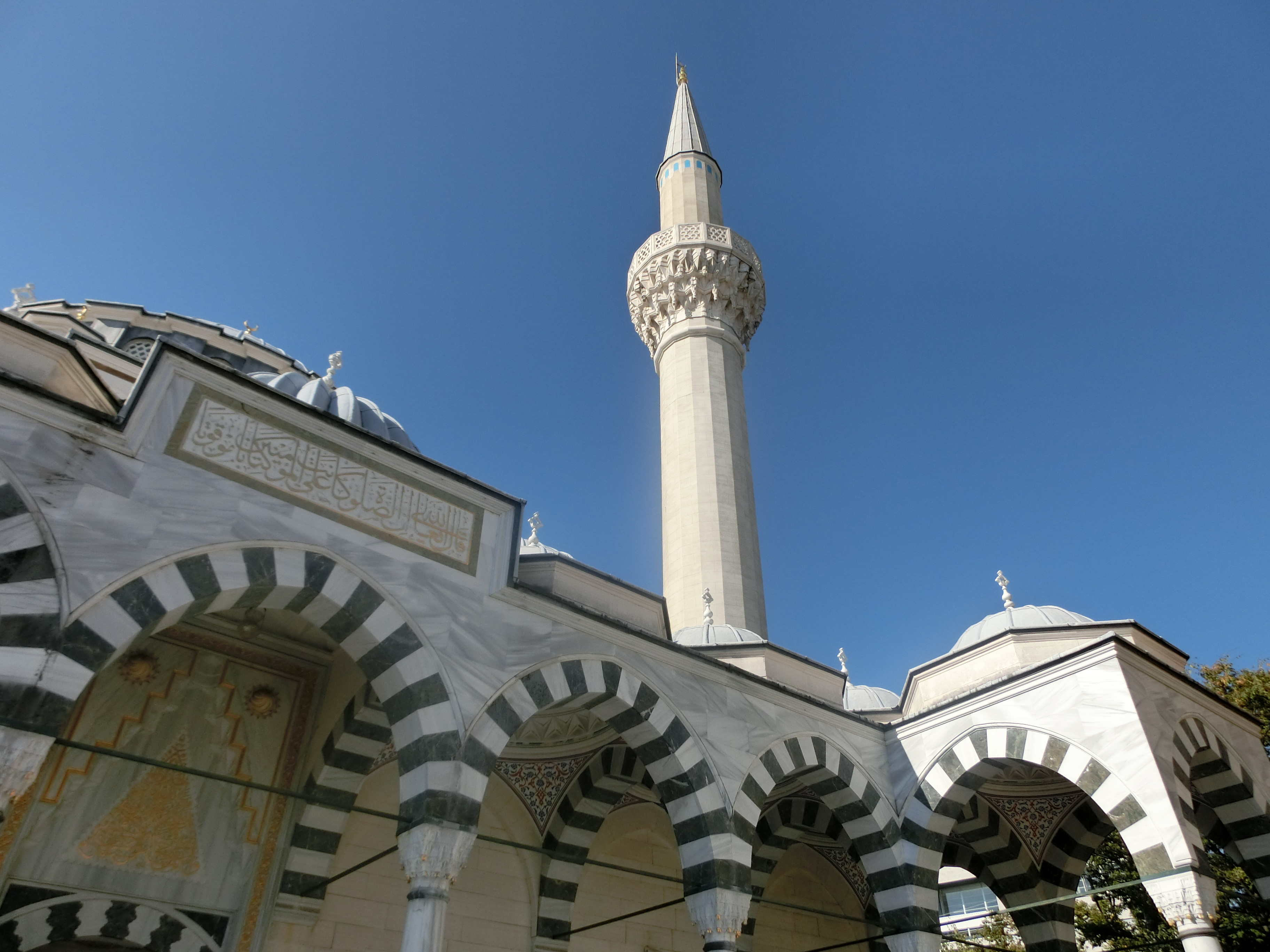
2000年にトルコ宗務庁によって再建された東京ジャーミイ・トルコ文化センター

## 在日トルコ人・トルコ系日本人一覧
- アンドリュー・ヒューズ - トルコ出身の俳優。
- ユセフ・トルコ- トルコ国籍の亡命タタール人。元プロレスラー、元レフェリー、俳優。
- オスマン・ユセフ- トルコ国籍の亡命タタール人。
- ロイ・ジェームス- 亡命タタール人。タレント、俳優。
- アスリ・チョルパン- 経営学者、京都大学教授。
- アニリール・セルカン- 工学者、元東京大学助教。
- 堀口美奈- タレント。
- 窪真理- 女優、タレント。